# Kecamatan Tarumajaya
Kecamatan Tarumajaya är ett distrikt i Indonesien.   Det ligger i provinsen Jawa Barat, i den västra delen av landet, 20 km nordost om huvudstaden Jakarta.